# Salles-Mongiscard
Salles-Mongiscard är en kommun i departementet Pyrénées-Atlantiques i regionen Nouvelle-Aquitaine i sydvästra Frankrike. Kommunen ligger i kantonen Orthez som tillhör arrondissementet Pau. År 2022 hade Salles-Mongiscard 312 invånare.

## Befolkningsutveckling
Antalet invånare i kommunen Salles-Mongiscard
| Referens: INSEE |